# Marius Papšys
Marius Papšys (* 13. Mai 1989 in Klaipėda) ist ein litauischer Fußballspieler, der sowohl im Mittelfeld als auch als Außenverteidiger eingesetzt wird. Er steht seit 2015 in der litauischen A Lyga beim FK Atlantas Klaipėda unter Vertrag.

## Karriere

### Vereine
Marius Papšys startete seine Karriere im Jahr 2005 beim FC Vilnius. Für den Verein spielte er bis zum Jahr 2008, mit einer kurzen Unterbrechung im Jahr 2007 während einer Leihe zum FK Interas Visaginas. Nach einem kurzen Gastspiel im Jahr 2009 in Russland beim FK Amkar Perm, bei dem er ohne Einsatz blieb, wechselte der variabel einsetzbare Papšys in seine Heimatstadt zum dort ansässigen FK Sirijus Klaipėda. Bereits nach einer Saison wechselte Papšys wiederum den Verein. Er fand mit dem tschechischen Erstligisten 1. FK Příbram einen neuen Arbeitgeber. In drei Spielzeiten kam er nur 33 mal zum Einsatz und blieb dabei torlos. Im Jahr 2013 kehrte er zurück nach Litauen und unterschrieb bei Atlantas Klaipėda. Seit 2015 spielt Papšys für den Stadtrivalen FK Klaipėdos Granitas.

### Nationalmannschaft
Marius Papšys debütierte für die Litauische Fußballnationalmannschaft in einem Freundschaftsspiel am 7. Juni 2011 gegen Norwegen im Ullevaal-Stadion von Oslo. Unter Nationaltrainer Raimondas Žutautas stand er dabei über die gesamte Spieldauer auf dem Platz. Sein zweites Länderspiel absolvierte Papšys beim 0:0-Unentschieden in der Qualifikation für die Europameisterschaft 2012 gegen Liechtenstein. Nach einem weiteren Einsatz gegen Russland nahm er mit Litauen am Baltic Cup 2012 teil. Zum Abschluss seiner Nationalmannschaftskarriere spielte Papšys gegen Belarus.